# Elisabeth Charlotte Gloeden
Elisabeth Charlotte Gloeden, geboren Kuznitzky, (Keulen, 19 december 1903 – Plötzensee (gevangenis), 30 november 1944), was juriste en verzetsstrijdster tegen het Nazi-regime.

## Levensloop
Dr. Elisabeth Charlotte Gloeden, roepnaam Lilo, was juriste en getrouwd met de architect Erich Gloeden. Vanaf 1938 woonde zij in Berlijn. Ze was de dochter van Elisabeth Kuznitzky. Zij, haar man en haar moeder hielpen joodse burgers en tegenstanders van het nazi-regime om onder te duiken en te vluchten. In 1944 boden zij zes weken lang een schuilplaats aan generaal Fritz Lindemann, die werd gezocht wegens deelname aan het complot van 20 juli 1944 om Adolf Hitler te vermoorden. Er stond een prijs van 500.000 rijksmark op zijn hoofd. Op 3 september 1944 werden Lilo, Erich, en Elisabeth Kuznitzky gearresteerd door de Gestapo. Ze werden ondervraagd, gemarteld en voor het Volksgerichtshof onder leiding van Roland Freisler gedaagd. Haar man Erich probeerde alle schuld op zich te nemen om te voorkomen dat zijn vrouw en schoonmoeder ter dood werden veroordeeld. Maar het mocht niet baten. Op 30 november 1944 werden zij alle drie terechtgesteld door middel van de guillotine in de gevangenis Plötzensee in Berlijn. Het regime gaf veel publiciteit aan de rechtszaak en executie. Zij werden als voorbeeld gesteld om anderen af te schikken die tegenstanders van het nazi-regime hielpen of zouden willen helpen.
Ter nagedachtenis werden op 4 oktober 2010 drie zogenoemde Stolpersteine gelegd voor hun huis aan de Kastanienallee 23 in Berlijn.